# Wołodymyr Sosiura
Wołodymyr Sosiura (ukr. Володимир Сосюра, ur. 6 stycznia 1898 w Debalcewem w guberni jekaterynosławskiej, obecnie region doniecki, zm. 8 stycznia 1965 w Kijowie) – jeden z najwybitniejszych ukraińskich poetów XX wieku.  

## Życiorys
Dziecięce lata spędził we wsi Tretia Rota (dzisiaj w granicach miasta Lisiczańsk), gdzie w jednopokojowej chacie mieszkał z siedmiorga rodzeństwem i rodzicami. Od 12 roku życia pracował jako górnik, potem jako telefonista i robotnik fabryczny. Początkowe wykształcenie poeta zdobył pod opieką ojca, zaczytując się powieściami przygodowymi. 
W 1911 r. rozpoczął naukę w dwuletniej szkole, a w 1914 wstąpił do trzyletniej szkoły rolniczej we wsi Jama, którą przerwał w 1915 r. z powodu śmierci ojca. Brał czynny udział w wojnie domowej najpierw w szeregach armii Petlury, a następnie w szeregach Armii Czerwonej.
Jako poeta debiutował w 1917 r., ale pierwszy tom jego poezji ukazał się dopiero w 1921 r. Szerokie uznanie przyniósł Sosiurze romantyczno-rewolucyjny poemat Czerwona zyma (Czerwona zima, 1922), który uznano za jeden z najwybitniejszy obraz wojny domowej na Ukrainie. Poświęcił tym wydarzeniom jeszcze wiele utworów, łącząc w nich lirykę z zaangażowaniem obywatelskim. Jego dźwięczne i pełne głębokiej lirycznej żywiołowości wiersze uderzają swoją duchowością, rewolucyjnym zapałem i siłą uczuć. W okresie międzywojennym studiował w Charkowie (1922-1925). Należał do takich organizacji literackich jak: Pluh, Hart, Wilna akademija ploretarśkoji literatury, Wseukrajinśka spilka ploretarśkych pyśmennykiw. 
Artystycznej inspiracji szukał m.in. w poezji ludowej i twórczości Tarasa Szewczenki, kształtując zarazem własny oryginalny styl, który charakteryzował się prostotą wiersza, dźwięcznością i romantycznym patosem. Już we wczesnej twórczości poety znalazły wyraz problemy nurtujące ukraińskiego inteligenta lat 20., jaki była trudność pogodzenia zaangażowania się w rewolucję bolszewicką z uczuciem narodowego obowiązku. Traktują o tym m.in. poemat Dwa Wołodki (1930) oraz tom poezji Serce (1931). Pomimo zakazu ze strony władzy w twórczości Sosiury z tego okresu dominował motyw patriotyczny (poematy: Mazepa, którego pisanie rozpoczął w roku 1929, a który wskutek zakazu władz mógł ukazać się drukiem dopiero w roku 1988, Machno, 1930). Prowokowało to konflikty z partią komunistyczną, do której należał od 1920 r. Poetę nie spotkały jednak represje, jakie dotknęły dużą ilość twórców ukraińskich w latach 30. i uniknął on losu wielu członków "rozstrzelanego pokolenia". 
Wydarzenia lat 30. (wielki głód oraz represje, jakie dotykały działaczy kultury) doprowadziły poetę do ostrego psychicznego kryzysu, który jednak nie przeszkodził mu nadal tworzyć. Jako nieliczny z poetów tego czasu, Sosiura kultywował intymną lirykę miłosną - tomik Czerwone róże z 1932 r. 
W czasie wojny z hitlerowskimi Niemcami Sosiura był korespondentem wojennym. Jego wiersze i poematy w latach 1942-1944 to: W godzinę gniewu (1942), Mój syn (1944) – nawiązuje do tradycji poezji radzieckiej z czasów rewolucji. Pod koniec wojny, w 1944 r. poeta ogłosił patriotyczny wiersz Kochaj Ukrainę, co sprowokowało ataki ze strony władzy – zarzucono mu „burżuazyjny patriotyzm” – zakaz druku i groźbę aresztowania. Sosiura nie ugiął się jednak pod brzemieniem tych zarzutów i zachował postawę godną człowieka i obywatela. Represje te ustały dopiero po śmierci Stalina w roku 1953. 
Zaangażowanie polityczne Sosiury prowokowały liczne kontrowersje w niepodległej Ukrainie po roku 1991. Wysoka wartość estetyczna jego liryki i walory językowe jego twórczości decydują, że Sosiura zaliczany jest do klasyków ukraińskiej poezji XX wieku.
Od 1993 r. Doniecki Okręgowy Fundusz Kultury przyznaje literacką nagrodę im. Wołodymyra Sosiury poetom, prozaikom, dramaturgom, krajoznawcom, którzy posługują się językiem ukraińskim oraz propagują życie i twórczość sławnego poety. 

## Twórczość
- Czerwona zima (1922) Tłumaczenia na język polski: Czerwona zima Józef Waczków, Warszawa 1977.

- Mazepa (1930-1958)

- Machno (1930)

- Serce (1931)

- Czerwone róże (1932)

- W godzinę gniewu (1942)

- Mój syn (1944)